# Пауло Рінк
Пауло Рінк (нім. Paulo Rink, нар. 21 лютого 1973, Куритиба) — бразильський і німецький футболіст, що грав на позиції нападника, зокрема за національну збірну Німеччини.

## Клубна кар'єра
Народився 21 лютого 1973 року в місті Куритиба. Вихованець футбольної школи клубу «Атлетіку Паранаенсе».
У дорослому футболі дебютував 1991 року виступами за команду «Атлетіко Мінейру», в якій того року взяв участь у -1 матчі чемпіонату. 
Згодом з 1992 по 1996 рік грав у складі команд «Атлетіку Паранаенсе», «Шапекоенсе» та «Атлетіку Паранаенсе».
Своєю грою за останню команду привернув увагу представників тренерського штабу клубу «Баєр 04», до складу якого приєднався 1997 року. Відіграв за команду з Леверкузена наступні два сезони своєї ігрової кар'єри. Більшість часу, проведеного у складі «Баєра», був основним гравцем атакувальної ланки команди.
Протягом 1999—2006 років захищав кольори клубів «Сантус», «Баєр 04», «Нюрнберг», «Енергі», «Олімпіакос», «Вітесс», «Чонбук Хьонде Моторс», знову «Олімпіакос» та «Омонія».
Завершив ігрову кар'єру у команді «Атлетіку Паранаенсе», у складі якої вже виступав раніше. Повернувся до неї 2006 року, захищав її кольори до припинення виступів на професійному рівні у 2007 році.

## Виступи за збірну
Маючи німецьке походження, граючи за «Баєр 04», отримав німецьке громадянство і 1998 року дебютував в офіційних матчах у складі національної збірної Німеччини.
У складі збірної був учасником розіграшу Кубка конфедерацій 1999 року у Мексиці, чемпіонату Європи 2000 року у Бельгії та Нідерландах.
Загалом протягом кар'єри в національній команді, яка тривала 3 роки, провів у її формі 13 матчів.

## Статистика виступів

### Статистика виступів за збірну
| Дата      | Місто          | Господарі  | Результат | Гості         | Турнір             | Голи | Примітки |
| --------- | -------------- | ---------- | --------- | ------------- | ------------------ | ---- | -------- |
| 2-9-1998  | Та-Калі        | Мальта     | 1 – 2     | Німеччина     | товариський матч   | -    | 46'      |
| 5-9-1998  | Та-Калі        | Румунія    | 1 – 1     | Німеччина     | товариський матч   | -    | 72'      |
| 28-7-1999 | Гвадалахара    | Німеччина  | 2 – 0     | Нова Зеландія | Кубок Конфедерацій | -    | 65'      |
| 30-7-1999 | Гвадалахара    | США        | 2 – 0     | Німеччина     | Кубок Конфедерацій | -    | 60'      |
| 29-3-2000 | Загреб         | Хорватія   | 1 – 1     | Німеччина     | товариський матч   | -    | 84'      |
| 26-4-2000 | Кайзерслаутерн | Німеччина  | 1 – 1     | Швейцарія     | товариський матч   | -    | 46'      |
| 3-6-2000  | Нюрнберг       | Німеччина  | 3 – 2     | Чехія         | товариський матч   | -    |          |
| 7-6-2000  | Фрайбург       | Німеччина  | 8 – 2     | Ліхтенштейн   | товариський матч   | -    | 46'      |
| 12-6-2000 | Льєж           | Німеччина  | 1 – 1     | Румунія       | ЧЄ 2000 - 1-й етап | -    |          |
| 17-6-2000 | Шарлеруа       | Англія     | 1 – 0     | Німеччина     | ЧЄ 2000 - 1-й етап | -    | 70'      |
| 20-6-2000 | Роттердам      | Португалія | 3 – 0     | Німеччина     | ЧЄ 2000 - 1-й етап | -    | 46' 90'  |
| 16-8-2000 | Ганновер       | Німеччина  | 4 – 1     | Іспанія       | товариський матч   | -    | 73'      |
| 2-9-2000  | Гамбург        | Німеччина  | 2 – 0     | Греція        | Відбір до ЧС 2002  | -    | 71'      |
| Усього    |                | Матчів     | 13        |               | Голів              | 0    |          |